# Diario de una amistad
Diario de una amistad (Beskidzkie rekolekcje. Dzieje przyjaźni księdza Karola Wojtyły z rodziną Półtawskich) de Wanda Półtawska, médico psiquiatra, presenta unas cartas personales de dirección espiritual dirigidas a ella por Karol Wojtyła, siempre con la firma 'brat' -tu hermano, desde 1961 hasta 1994. Un libro de lectura importante para un conocimiento profundo de Karol Wojtyła como director espiritual.

## Argumento
Wanda era una chica activa, inteligente, llena de vida y con un gran compromiso social en Lublin, su ciudad natal. Fue apresada por los nazis al principio de la Segunda Guerra Mundial y pasó cuatro años en el campo de concentración en Ravensbrück. Esa experiencia la contaría poco después en su relato - Y tengo miedo de mis sueños  (I boję się snów). Después de la guerra llegó a Cracovia para estudiar medicina. Los años de cautiverio le habían dejado una huella profunda y buscó ayuda espiritual, pero no conseguía encontrar un guía o maestro. Sería en los años cincuenta cuando al confesarse en la iglesia de santa María en la plaza del mercado, el joven confesor le dijo: ¡Ven a la Santa Misa de la mañana, y ven cada día! Esas palabras fueron para ella como una revelación: “No le pedí que fuera el director espiritual de mi alma, no le dije nada de eso. Todo salió con naturalidad cuando al final me dijo lo que antes ningún sacerdote me había dicho: ¡Ven a la Santa Misa de la mañana, y ven cada día! Más de una vez he pensado que a decir verdad cada confesor debería dar ese consejo tan sencillo: ¡ven a la Santa Misa pues es la fuente de la gracia! Sin embargo ningún sacerdote me lo había planteado, algunos ciertamente me sugirieron la posibilidad de hablar con ellos, me decían: ¡ven a mí, ven a verme! Pero aquel sacerdote no me dijo: '¡Ven a mí!' sino: ¡Ven a la Santa Misa!”.
Para Wanda estaba claro: ese sacerdote era el elegido para su acompañamiento espiritual, y lo fue desde el primer encuentro hasta el 2 de abril de 2005, allí -en habitación pontificia- fiel estaba Wanda viendo morir a su hermano.
En el libro las cartas de Wojtyła y los comentarios personales de la autora se centran en el sacramento de la Eucaristía y la necesidad de la oración mental. Wojtyła trasmite esto a Wanda en un contexto asombrosamente bello: los montes Beskides en la cordillera de los Cárpatos occidentales. Estas memorias son en realidad el diario de una amistad entre un hombre y una mujer. Se recoge bastantes cartas personales del sacerdote, obispo y papa Karol, con continuos puntos para la meditación personal. A lo largo de sus páginas se descubre la identidad del ser cristiano: la amistad con Jesucristo. La dirección o acompañamiento espiritual personal ejercida por el sacerdote Karol y después por el papa Juan Pablo II sobre Wanda gira sobre dos ejes: la enseñanza de la oración personal y del mejor modo de ejercer sus derechos y cumplir sus deberes como esposa, madre de familia y psiquiatra.

## Lectura crítica
Para quienes critican la posibilidad de una amistad entre un sacerdote católico y una mujer, habría que recalcar que la presencia del esposo de Wanda, Andrés, en todas las cartas es continua. La introducción es suya y nos dice desde su perspectiva de esposo que “en el mundo actual dirigido por unos medios de comunicación cargados de sensualidad, en un mundo en donde besar a un niño en la frente evoca pensamientos de pedofilia, en donde el abrazo fraternal entre amigos fácilmente es interpretado como manifestación de homosexualidad, la amistad entre un hombre y una mujer despierta automáticamente pensamientos de sexualidad en esas relaciones. La autora no dejó de encontrarse - en el período de la guerra y después en los años de su trabajo profesional- con multitud de casos que daban una respuesta negativa a la pregunta que continuamente se hacía: ¿Es el hombre capaz de vivir una vida buena, sin dejarse llevar ni funcionar como un autómata? ¿Puede ser el hombre de verdad limpio y libre? La dirección espiritual junto con la cercanía personal de un gran sacerdote permitió a mi mujer, Wanda Półtawska, que alcanzara el equilibrio y la paz, que pudiera conciliar el trabajo profesional con la vida familiar, y con el paso de los años más intensamente -y han pasado ya sesenta años- se profundizara y afianzara aún más nuestra intimidad y armonía matrimonial. Me resulta difícil manifestar en profundidad mi agradecimiento por la posibilidad de haber vivido estos años junto a una gran mujer y a un gran hombre, por la presencia de un padre y hermano en la vida de este gran sacerdote, obispo y papa”.
Otro apunte crítico hace referencia a que la autora aprovecha los textos de Wojtyła para su propio protagonismo. Ciertamente Diario de una amistad es una continúa conversación con Dios y con su director espiritual. El libro contiene unas cincuenta páginas de textos de Juan Pablo II y las quinientas restantes son anotaciones del diario personal de la autora, todo entrelazado. Sin lugar a dudas el sacerdote Karol Wojtyła se nos muestra en este diario como un experto director espiritual, audaz, moderno y totalmente entregado en su labor espiritual. Wojtyła es un hombre que sabe escuchar, un sacerdote católico que pretende ser instrumento de Cristo Sacerdote, un místico que introduce a las almas en la difícil tarea de la oración personal.